# Mistrzostwa Polski w Kolarstwie Szosowym 2023
Mistrzostwa Polski w Kolarstwie Szosowym 2023 – zawody w kolarstwie szosowym mające wyłonić najlepszych zawodników i zawodniczki w Polsce w sezonie 2023.

## Medaliści
| Mistrzostwa Polski w Kolarstwie Szosowym 2023 | Mistrzostwa Polski w Kolarstwie Szosowym 2023 | Mistrzostwa Polski w Kolarstwie Szosowym 2023   | Mistrzostwa Polski w Kolarstwie Szosowym 2023 | Mistrzostwa Polski w Kolarstwie Szosowym 2023 | Mistrzostwa Polski w Kolarstwie Szosowym 2023 | Mistrzostwa Polski w Kolarstwie Szosowym 2023 |
| Data                                          | Państwo                                       | Wyścig                                          | Zwycięzca                                     | Drugie miejsce                                | Trzecie miejsce                               |                                               |
| --------------------------------------------- | --------------------------------------------- | ----------------------------------------------- | --------------------------------------------- | --------------------------------------------- | --------------------------------------------- | --------------------------------------------- |
| 22 cze                                        | Polska                                        | Mistrzostwa Polski – jazda indywidualna na czas | Michał Kwiatkowski (Ineos Grenadiers)         | Maciej Bodnar (TotalEnergies)                 | Kamil Gradek (Bahrain Victorious)             |                                               |
| 22 cze                                        | Polska                                        | Mistrzostwa Polski – jazda indywidualna na czas | Agnieszka Skalniak-Sójka (Canyon-SRAM Racing) | Marta Lach (Ceratizit-WNT Pro Cycling)        | Marta Jaskulska (Liv Racing TeqFind)          |                                               |
| 25 cze                                        | Polska                                        | Mistrzostwa Polski – start wspólny              | Alan Banaszek (Human Powered Health)          | Filip Maciejuk (Bahrain Victorious)           | Marcin Budziński (HRE Mazowsze Serce Polski)  |                                               |
| 25 cze                                        | Polska                                        | Mistrzostwa Polski – start wspólny              | Monika Brzeźna (MAT Atom Deweloper Wrocław)   | Karolina Perekitko (Team Groupe Abadie)       | Zuzanna Chylińska                             |                                               |